# كواكب وراء نبتون
أوضحت الجمعية الفلكية أن النظام الشمسي في حدودهِ الخارجية ما زال يحتوي على أجرام سماوية لم تكتشف بعد، ولقد ظهرت فرضيات عند بدء البحث عن ما يعرف بكوكب أكس منذ مطلع القرن العشرين، وعن وجود كوكب مجهول يدور حول الشمس وهو يقع خلف حزام كايبر، وارتبط رؤية هذا الكوكب بنهاية العالم، ويعود السبب في حالة الذعر والخوف هذه ببساطة لان كوكب أكس مجهول وهو قائم على افتراضات لا وجود لها. وحسب ما جاء من خلال حضارة المايا والحضارة السومرية فان ما يعرف بكوكب «نيبرو» سيصطدم بالأرض في الحادي والعشرين من شهر ديسمبر عام 2012، وجميع الأدلة الفلكية تؤكد بإن هذا الربط من الحضارتين هو اعتقاد خاطئ ولا يوجد سند علمي يدعمه ولا حتى من وكالة الفضاء الأمريكية ناسا التي يستشهد بها.
وقد اكتشف العديد من اجسام السماوية خلال السنوات الماضية ففي عام 2008 أعلن باحثون يابانيون بان بحثهم عن جسم كبير الكتلة خارج النظام الشمسي قد نجح حسب حساباتهم ويعتقد بوجود كوكب محتمل أصغر من كوكب الأرض يدور حول الشمس على بعد 100 وحدة فلكية، ولكن وقبل إطلاق أي تكهنات حولهُ فإنه ليس ما يعرف بكوكب نيبيرو، وهذا ليس دليل على اقتراب نهاية العالم، ولكنهُ يعتبر اكتشاف جديد ومميز وتطور هام في الأبحاث التي تجرى عن الكواكب القزمة خلف حزام كايبر. وحسب ورقة علمية نشرت في " Astrophysical Journal " وقام بها الباحثان «باتريك لاكوكا» و«تاباشي موكي» من جامعة كوبي ذكرت بأنه ربما يوجد العديد من الكواكب غير المكتشفة في حزام كايبر. وهذا الحزام هو عبارة عن منطقة ضخمة في الفضاء تبعد عن الشمس بحوال 30-50 وحدة فلكية، وهي تحوي على العديد الأجسام وأكبر جرم معروف فيها يعرف باسم «إريس»، وهو معروف لدى الفلكيين وليس سراً، ومنذ عدة سنوات فان حزام كايبر توجد بهِ عدة مميزات ربما تكون مؤشر على وجود جسم أكبر من «إريس» يدور حول الشمس خلف حزام كايبر. إن هذا البحث (يتنبأ) بوجود جسم كبير تبلغ كتلته 30-70 من كتلة كوكب الأرض، ويدور على مسافة قدرت بحوالي 100 – 200 وحدة فلكية من الشمس وربما يساعد اكتشاف هذا الجرم في تفسير السبب ببعض الحركات الغريبة التي تحدث من تأثير الأجرام السماوية في حزام كايبر.
وهنالك عدة دراسات حول وجود كواكب أخرى بعيدة عن الشمس في نظامنا الشمسي.

## كواكب ما بعد نبتون
كواكب ما بعد نبتون هو مصطلح يطلق على جميع الكواكب القزمة التي اكتشفت بعد كوكب نبتون بما فيها الكوكب التاسع (سابقاً) بلوتو، إيريس الكوكب إكس (حسب الوصف الأولي بداية الاكتشاف)، وقد عرفت الكواكب القزمة من قبل الاتحاد الفلكي الدولي في عام 2006 على أنها جرم سماوي يدور حول الشمس أو النجم الرئيسي في مجموعته دون أن تكون مسيطرة على المنطقة المحيطة بها من الكويكبات وليس تابعا لها، بشكل آخر يكون لهُ الكثافة الكافية لتقاوم قوى جذب الأجسام الصلبة وتحافظ على توازن هيدروستاتيكي وبالتالي تحافظ على شكلها شبه الكروي. ويوجد حالياً خمسة كواكب قزمة مصنفة وهي سيريس، هاوميا، ماكيماكي، إريس، بلوتو.
ولكن يشك بوجود أجرام سماوية أخرى في المجموعة الشمسية من الممكن أن تصنف على أنها كوكب قزم، وهناك تقدير أنه من الممكن أن يرتفع عدد الأجرام المصنفة على أنها كواكب قزمة إلى حوالي 200 كويكب عند اكتمال اكتشاف حزام كايبر كاملا.

## كوكب قزم
تم اعتماد مصطلح كوكب قزم في عام 2006 كجزء من التقسيمات الثلاثة للأجسام التي تدور حول الشمس، ينص هذا التصنيف أن الأجسام الكبيرة بشكل كاف لتسيطر على المنطقة المحيطة بها تسمى كواكب بينما تلك التي ليس لها كتلة كافية للتملك شكلا كرويا يطلق عليها أجسام نظام شمسي صغيرة
وياتي الكوكب القزم بين هذين النوعين وقد أطلق عليه أحد العلماء أنه شيء يشبه الكوكب لكنه ليس بكوكب حتى اليوم لايوجد تعريف واضح يميز الكوكب عن الكوكب القزم حيث أن التعريف الذي تبناه الأتحاد الفلكي الدولي قد تعرض للكثير من الأنتقادت من قبل علماء الفلك.
وكان هناك جدالا بشأن وجود كوكب مجهول يدعى «الكوكب إكس»، ودارت حوله أساطير عديدة. يبدو اليوم أنه ليس هناك وجود لهذا الكوكب في المجتمع العلمي ومع ذلك تم الاتفاق على تعميم مصطلح «الكوكب إكس» على أي جرم أو كوكب لم يكتشف بعد داخل المجموعة الشمسية.

## الكوكب إكس

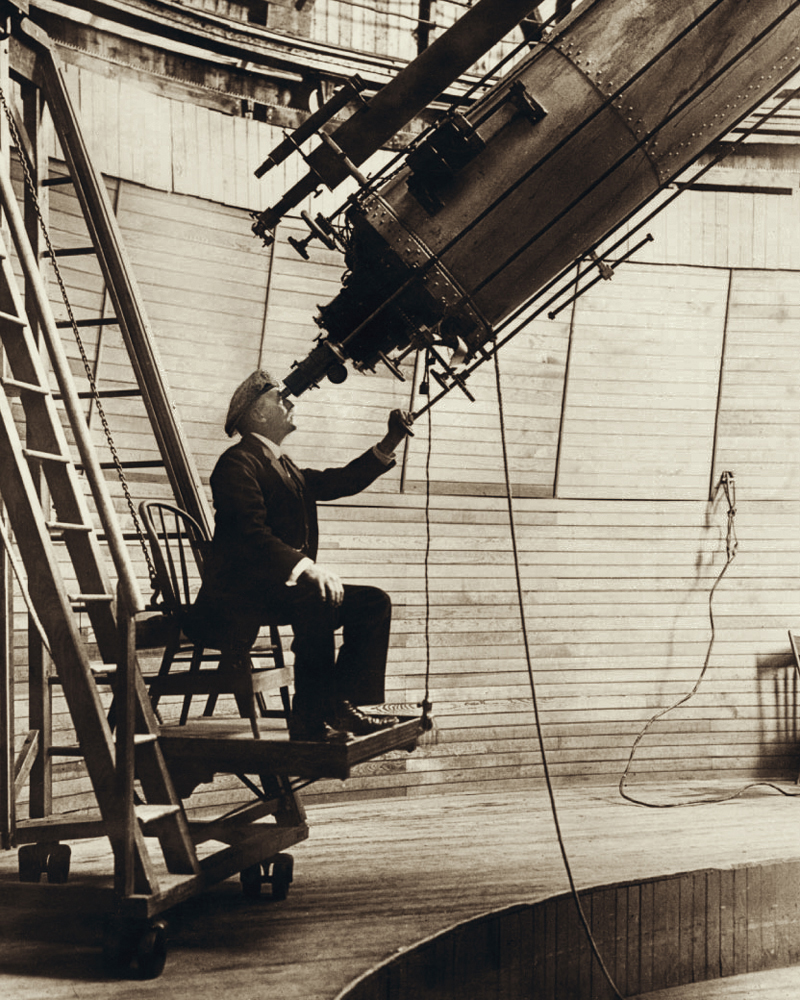
بيرسيفال لويل المنشئ لفرضية كوكب إكس

يعتبر العالم بيرسيفال لويل، هو المنشئ لفرضية الكوكب المجهول إكس حيث بعد اكتشاف كوكب نبتون عام 1846، كانت هناك تكهنات بوجود كوكب آخر خارج مداره. وبدأ البحث في منتصف القرن التاسع عشر ولكن بلغت ذروتها في بداية القرن العشرين، وقد اقترح بيرسيفال لويل فرضية الكوكب إكس لشرح التباين الواضح في مدارات الكواكب الغازية العملاقة، لا سيما أورانوس ونبتون.
ومنذ اكتشاف الجسم الفضائي الذي كان يعرف باسم كوكب بلوتو عام 1930، كان الفلكيون يبحثون عن جسم فضائي آخر قد يفسر الاضطرابات الحاصلة في حركة كل من كوكبي أورانوس ونيبتون، وهذا البحث أصبح يعرف باسم «البحث عن كوكب أكس» أي البحث عن الكوكب المجهول، وحتى الوقت الحالي ما زال البحث جاريا عن ذلك الكوكب، وهذا البحث ليس كما هو متخيل، فالبحث هو عن جرم فضائي لا يتعدى كونهُ كوكب قزم وقد لا تتعدى كتلته كتلة الأرض وما زالت الأبحاث في هذا المجال للعثور على المزيد من الأجرام الكبيرة في حزام كويبر في مسعى لفهم أكبر لحركات الكواكب.
لقد استندت بعض الجهات العلمية الأكاديمية على ماجاء في كتاب (مثير للجدل) صدر في عام 1967 تحت مسمى الكواكب الإثنى عشر، ومؤلفه زكريا سيتشن، حيث فسر بعض نصوص الكتابة المسمارية للحضارة السومرية، التي تعود إلى ما قبل 6000 سنة، جاء فيها: بان كائنات فضائية عرفت بـالأنوناكي قدمت إلى كوكب الأرض من على سطح كوكب يعرف باسم «نيبيرو» ووضع هؤلاء الأنوناكي مشروع جينات قابلة للتعديل على سطح الأرض لتكوين عرق جديد ليجعلوهم عبيداً لهم، وعندما غادر الأنوناكي كوكب الأرض، تركوا هؤلاء البشر يحكمون الكوكب حتى يعودوا إليهِ مرة أخرى.
وكما يظهر بان هذهِ الفرضية تبدو نوعاً من الخيال والخرافة، وبخاصة أن الترجمة هي لكتابة عمرها 6000 سنة مضت، وعلى ضوء ما جاء في هذا الكتاب أخذ الكثير من الناس هذهِ الخرافة على محمل الجد وان كوكب نيبيرو (الكوكب الدائر حول الشمس في مدار بيضوي تكون الشمس في إحدى بؤرتيه) سوف يعود قريباً من الشمس حسب معتقدهم في عام 2012، ويعتقدون انه بعودة «نيبيرو» سوف تحدث العديد من الحوادث والدمار.
وفي عام 1993، ظهر كتاب بعنوان (نذر الخراب) أحد أكثر الكتب مبيعاً في العالم، يذكر انه على ضوء هذه الاكتشافات، يثبت بان «نيبيرو» هو في حقيقة الأمر نفسه الكوكب المجهول إكس الذي يبحث عنهُ الفلكيون لمدة تزيد عن القرن، وليس هذا فحسب ولكن تلاعبوا في الحقائق الفلكية وذكر مؤلف الكتاب: بان الدراسات تثبت بان «نيبيرو» يتحرك باتجاه كوكب الأرض وبحلول عام 2012 سوف يصل إلى النظام الداخلي من النظام الشمسي وسيتسبب بأضرار جسيمة. وهذا التلاعب في الدراسات الفلكية كان الهدف منهُ مناورة في السوق التجارية لزيادة نسبة المبيعات. وهنا نلاحظ بانه لا توجد علاقة بين الكوكبين وان كان هناك خلط بينهما للترويج لشائعة نهاية العالم في عام 2012، فما يسمى بكوكب نيبيرو هو مجرد أسطورة تعود إلى الحضارة السومرية، أما كوكب إكس فهو تسمية لبحث علمي أجري عن جسم فضائي (محتمل) يؤثر في حركة الأجرام في حزام كويبر، ولا يوجد دليل علمي على وجود أيا من هذين الكوكبين وقد أعلن العديد من علماء الفلك نفيهم لوجود ما يسمى بكوكب نيبيرو ولا وجود لما يسمى بكوكب إكس.
ولكن بالرغم من ذلك ما زالت البحوث جارية حول حقيقة وجود هذا الكوكب الذي يسمى كوكب نيبيرو أو إكس.

## اكتشاف بلوتو

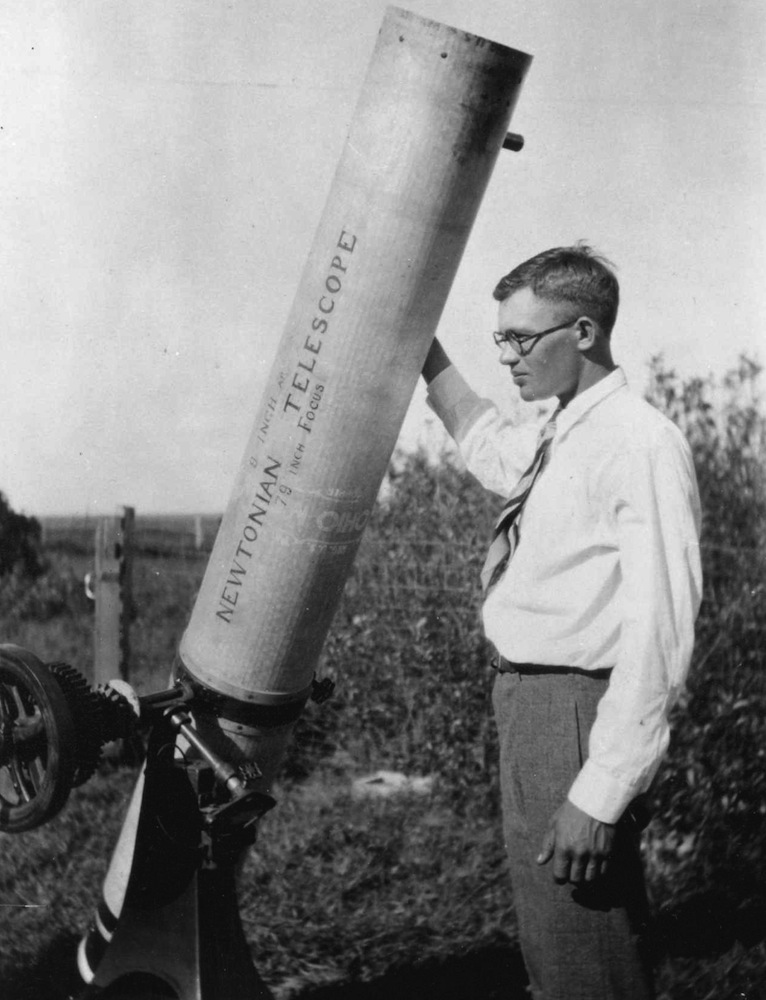
كلايد تومبو

بلوتو (بالإنجليزية: Pluto) أو أفلوطن هو كوكب قزم يبعد عن الشمس لدرجة أّنّها لا ترى منه إلاّ كنجم نيّر، كما أنه كان أصغر كواكب المجموعة الشمسية التسعة. ولكن الاتحاد الفلكي الدولي أعاد تعريف للمصطلح «كوكب» في 24 أغسطس 2006، واعتبر بلوتو كوكباً قزماً، ليصبح عدد كواكب المجموعة الشمسية ثمانية.
أثبت اكتشاف كلايد تومبو لكوكب بلوتو في عام 1930 صحة فرضية لويل وصدق تحققها، حيث إن كوكب بلوتو (أبعد كواكب المجموعة الشمسية) اكتشف عام 1930 ولكن الجدل حوله لم يتفاقم إلا في عام 2006. وهذا الجدل مصدرهُ خلاف جديد بين علماء الفلك حول طبيعة وتعريف أي كوكب وكم يجب أن يبلغ حجمه للتفريق بينهُ وبين أي جرم سماوي أو أي صخرة تدور في الفضاء.
إن كوكب بلوتو (تاسع كواكب المجموعة الشمسية) يمكن اعتباره كوكبًا لأنهُ يدور حول محوره ويملك مداراُ خاصاً حول الشمس. ولكنه من حيث الحجم يعد أصغر بكثير من القمر وأقل بخمسمائة مرة من الأرض ولا يتجاوز نصف قطره 1100 كلم فقط!
وحين اكتشف كوكب بلوتو عام 1930 لم يكن العلماء يملكون تلسكوبات عالية الدقة تمكنهم من رؤيته بشكل أفضل من الوقت الحالي (بل إنهم في الحقيقة توقعوا وجوده من خلال المعادلات الرياضية قبل رصدهِ فعلياً). فكوكب بلوتو (بعيد) لدرجة لا يكمل دورته حول الشمس إلا كل 248 عاماً (وصغير) لدرجة يصعب تحديد موقعه إلا من خلال رصد تأثيره على الكوكب المجاور نيبتون.
وفي عام 1978، عثر على كوكب بلوتو بشكل رسمي واعتبر بلوتو الكوكب التاسع رسمياً حتى عام 2006. ورغم صغر حجمهِ إلا أنه ما زال هنالك تأثيرا كبيرا على مسار الكواكب الغازية العملاقة لا يمكن اعتباره صادرا من كوكب بلوتو، مما أدى إلى بحث موجز عن الكوكب أكس. وفي أوائل عام 1990، وعند دراسة القياسات الفلكية بواسطة المركبة الفضائية فويجر 2 وجد أن هنالك بعض المخالفات التي لوحظت في مدار كوكب أورانوس، وكانت نتيجة لمبالغة طفيفة من كتلة كوكب نبتون. وبعد عام 1992، اكتشف العديد من الأجرام والكائنات الجليدية الصغيرة على مدارات مشابهة أو حتى على نطاق أوسع من نطاق بلوتو ظهر الجدل هل يعد بلوتو كوكبا، أو ينبغي اعتباره كويكب ويصنف مع الكويكبات المجاورة له، وبحلول عام 2000 كانت المراصد الفضائية والتقنيات الفلكية الحديثة قد تطورت لدرجة رؤية بلوتو بطبيعة أفضل حيث اتضح أنه أصغر، وأبعد، وأقل كتلة، مما كان متوقعاً، ثم جرى اكتشاف كوكب عاشر أكبر منه حجماً ما زال يدعى الكوكب المجهول (كوكب اكس)، ولكن الكوكب المجهول اكس (الذي اكتشف عام 2003) يأتي وسط حزام صخري يعرف باسم حزام كيبر وهذا عبارة عن صخور تدور على أطراف نظام المجموعة الشمسية. وبالتالي ظهر التسائل بين العلماء أيهما الصخرة وأيهما الكوكب: بلوتو أم كوكب اكس المجهول.
في عام 2006 صنف الاتحاد الفلكي الدولي بلوتو وجيرانهِ من الأجرام بوصفها أكبر الكواكب القزمية، ولم يتبق سوى ثمانية كواكب في المجموعة الشمسية.

## بلوتو يفقد لقب الكوكب إكس

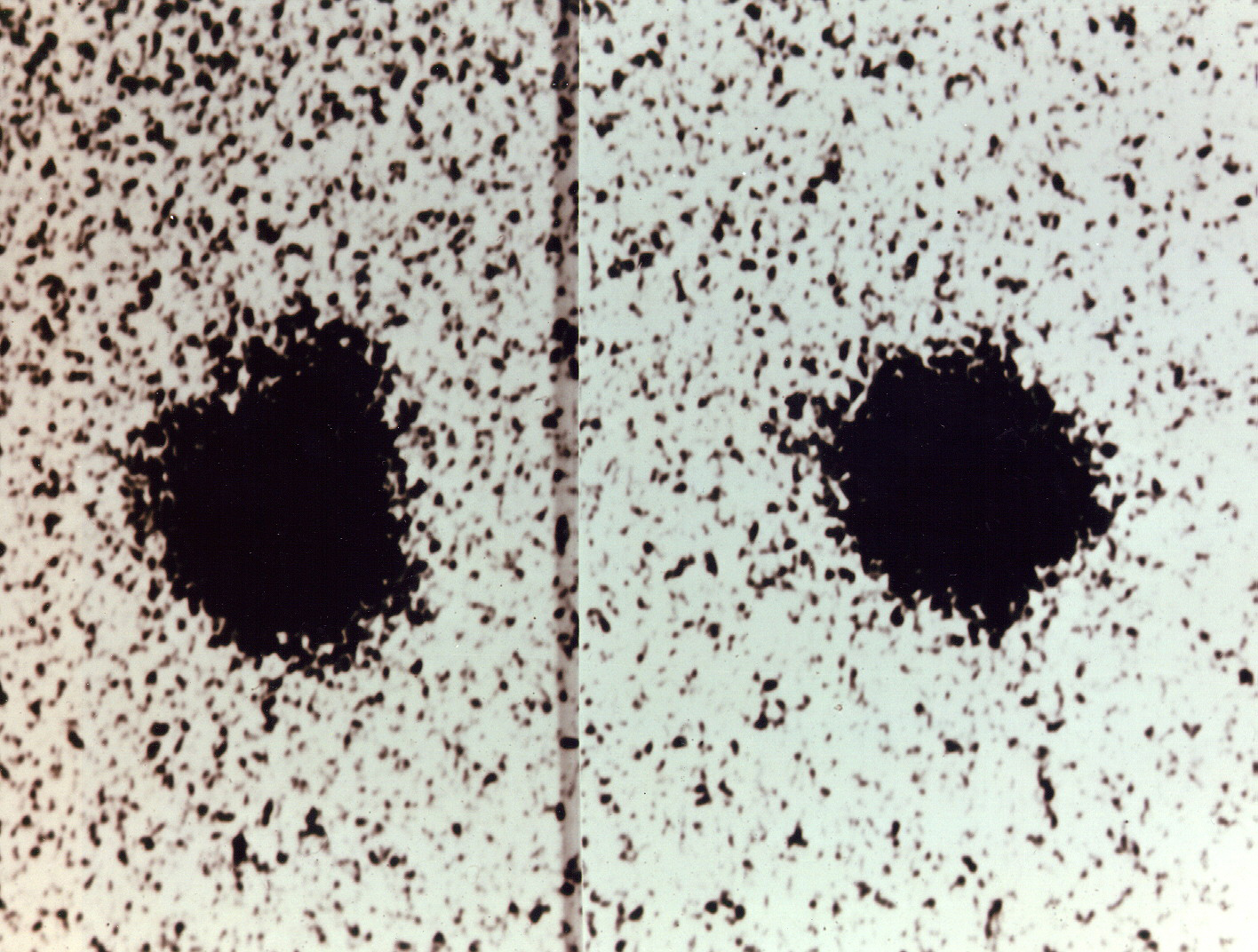
Discovery image of Charon

بعد أن وافق علماء الفلك بالإجماع على تعديل اقترحته الهيئة التنفيذية للاتحاد الدولي للعلوم الفلكية يقضي بتصنيف الكواكب على نوعين «كواكب كلاسيكية وكواكب أقزام». وبعد هذا التعديل فإن كوكب بلوتو المصنف بين أقزام الكواكب لم يعد كوكباً كامل الصفة، ومن ثم أصبحت المجموعة الشمسية مكونة من ثمانية كواكب وليس تسعة هي: (عطارد والزهرة والأرض والمريخ والمشتري وزحل وأورانوس ونبتون). وقد احتجوا بطردهم لكوكب بلوتو من تصنيف الكواكب هو أنه ينبغي للكوكب أن يكون كبير الحجم أو قريباً من حجم كوكبي نبتون وأورانوس لأنهما الأبعد عن الشمس، كما ينبغي أن يدور حول الشمس من اليمين إلى اليسار كحال بقية الكواكب، فسبب دوران الكواكب حول الشمس ناتج عن دوران الشمس حول نفسها وبالتالي تسحب معها بقية الكواكب في نفس اتجاه دورانها بواسطة جاذبيتها.
وإذا حاولنا تعليل دورته فيعتقد أنه يدور حول نبتون كما يدور القمر حول الأرض أو أنه كان تابعاً لنبتون ثم انفصل عنه أيضا، وهو يختلف كثيراً عن الأجسام الأخرى التابعة للنظام الشمسي الصخرية «عطارد، الزهرة، المريخ» أو الغازية «المشتري، زحل، اورانوس، نبتون» والتي تتبع مداراً دائريا حول الشمس، غير أن بلوتو مكون من الجليد ولو كان كوكبا لكان غازيا، ومداره بيضوي غير دائري تماماً، وطويل جداً حيث تستغرق دورته حول الشمس 247 عاما.
فمصطلح كوكب أصبح يطلق على كل جرم سماوي لهُ شكل مكور بسبب الجاذبية الخاصة بهِ ولهُ مدارا حول الشمس لا يتقاطع مع مدار كوكب آخر، وبلوتو يخالف هذه القاعدة إذ يتقاطع مع مدار نبتون
هناك حجة أخرى لطرد بلوتو من كواكب المجموعة الشمسية وهي قانون بود في حساب البعد بين الكواكب والذي يدلّ ذلـكَ على عـدم عـشـوائيّة الكون والـمـسافات بين أجرامهِ، فالمسافات بين كواكب المجموعة الشمسية تتبع لقانون رياضي، نستطيع بواسطته أن نحدد بعد كل كوكب عن الشمس، وقد جاء القانون كما يلي: بأن نوزع الأرقام التالية (0 – 3 – 6 - 12 – 24 – 48 – 96 – 192) وهي كما ترون عبارة عن متتالية هندسية، على الكواكب بحسب ترتيبها: بحيث يأخذ عطارد الرقم 0، ويأخذ الزهرة الرقم 3، وتأخذ الأرض رقم 6، ويأخذ المريخ رقم 12، ويأخذ المشتري رقم 48، ويأخذ زحل رقم 96. فعندما نضيف رقم 4 إلى كل هذه الأرقام، ومن ثم نقسمها على 10 فإن الناتج سيكون بعد الكوكب عن الشمس مقدراً بالوحدة الفلكية التي تساوي بعد الأرض عن الشمس ومقدارها 149.6 مليون كيلومتر. لقد ظهر هذا القانون في القرن التاسع عشر، ونشأ جدل كبير حول صحته وذلك لأن الرقم 24 والرقم 192 غير موجودين لعدم وجود كوكب يقابلهما، لذلك حكموا بأن قانون بود غير صحيح. لكن لاحقاً ثبتت صحته بعد اكتشاف حزام الكويكبات الموجود بين المريخ والمشتري والذي أخذ الرقم 24، واكتشاف كوكب أورانوس الذي أخذ الرقم 192.

## كوكب عابر لمدار نبتون

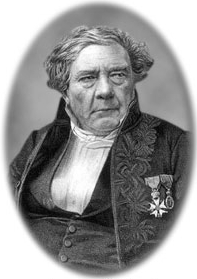
جاك بابنيت

كان العالم جاك بابنيت من المؤيدين الأوائل لفرضية كوكب عابر لمدار نبتون في عام 1840، استخدم عالم الرياضيات الفرنسي أوربان لوفيريي ميكانيكا نيوتن لتحليل الاضطرابات التي حلت بمدار أورانوس، وافترض أن سببها جاذبية كبيرة للكوكب التي حتى الآن، لم تكتشف بعد. وتوقع لو فيرييه موقف هذا الكوكب الجديد وإرسل حساباته إلى الألماني يوهان غوتفريد جالي الفلكي. وفي 23 سبتمبر 1846، في الليلة التالية لتسلمه الرسالة لتلميذه جالي وهاينريش كوت اعتقل إلا أنه تم اكتشاف نبتون، وبالضبط حيث كان قد تنبأ لي فيرييه هناك، ومع ذلك لا تزال بعض الاختلافات الطفيفة في مدارات الكواكب الغازية العملاقة. وهذا يشير إلى وجود كوكب آخر يدور حول كوكب نبتون.
ولقد تنيأ وتكهن بعض العلماء حتى قبل اكتشاف كوكب نبتون بأن كوكب واحد وحدهُ لن يكون كافيًا لتفسير التناقض.
في 17 نوفمبر 1834 ذكر الفلكي البريطاني Thomas John Hussey المحادثة التي أجراها مع الفلكي الفرنسي أليكسي بوفار والفلكي الملكي البريطاني جورج بيدل أيري، وقد اقترح بوفار أن حركة أورانوس غير العادية قد يكون بسبب تأثير الجاذبية لكوكب غير مكتشف، وانه تقابل مع بيتر ادريس هانسن، مدير مرصد سيبرغ في غوثا، حول هذا الموضوع. وكان رأي بيتر ادريس هانسن أن هيئة واحدة لا يمكن أن تفسر على نحو ملائم حركة أورانوس، وافترضوا أن هنالك على الأقل تأثير لكوكبين تكمن وراء كوكب أورانوس.